# 刘天球
刘天球（1958年3月29日—），马来西亚政治人物、前民主行动党党员兼全国中央委员。他曾担任雪兰莪州行政议员，负责掌管地方政府与考察事务常务委员会以及马来西亚雪兰莪州议会双溪比力州议员。此外，刘也是书法爱好者。

## 政治生涯
2008年3月8日，刘天球于马来西亚第12届全国大选中胜出，当选为议员；2013年遭到党除名。他也曾是八打灵再也北区国会议席候选人，2018年取代赖玉兰成为双溪比力州议员。最后于2023年雪州选举前因个人原因退出民主行动党。

## 观点
2019年12月1日，在《合艾和平协议》签署30周年纪念会上，刘天球提及陈平骨灰被运回国事件，大赞首相马哈迪·莫哈末的做法。

## 争议

### 排除盟党言论争议
2019年10月23日，刘天球在部落格的一篇文章中，批评马哈迪·莫哈末领导作风和希望联盟背道而驰，指出「希望联盟4个政党除了土著团结党26名国会议员外，还拥有113名国会议员，只要一场大选，马哈迪·莫哈末所属的土著团结党将是最大的输家，其他政党可以组成更好的政府」的言论引起争议。刘天球主张讲实话是他的言论自由，众人可以反驳或批评，同时愿意接受指正，但不应要他闭嘴，之后表示文章内容被人曲解。
土著团结党和党员纷纷斥责刘天球言论相当无礼，土著团结党最高理事拿督莫哈末拉菲希望民主行动党检讨双方的政治合作关系。民主行动党发表这仅属刘天球个人言论，不代表该党立场，表示希望联盟由4党联合组成，没有盟党领袖应该发表分裂言论。随后接受党纪律委员会对他的传召问话。

### 发表侮辱性文章
2020年10月27日，刘天球因在10月21日的面子书上张贴了一张泰国示威的图片，并留言「他们向国王说不」，结果被举报有辱君主。刘天球之后删除相关贴文，但还是被警方援引煽动法令调查。